# Sigurd I de Noruega

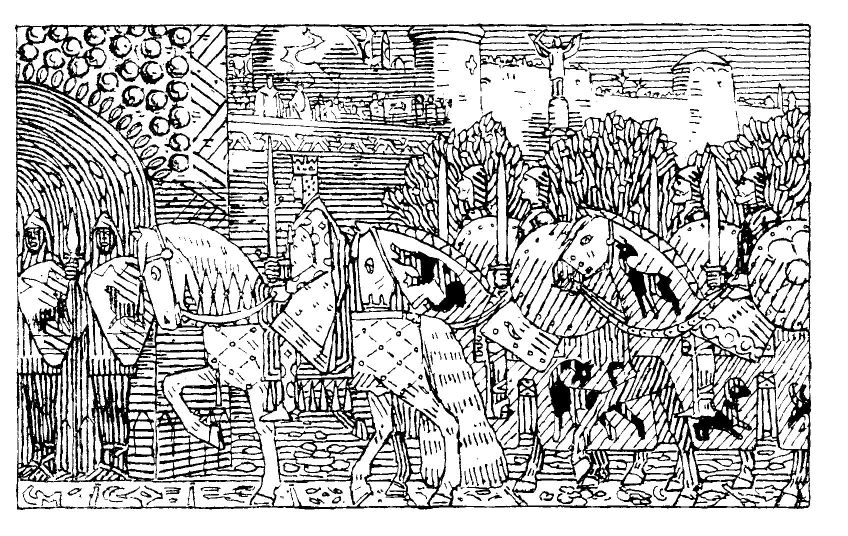
El rei Sigurd entrant a Constantinoble

Sigurd Magnusson (v. 1090 - 26 de març de 1130), conegut com a Sigurd el pelegrí de Terra Sant (en norrè occidental antic: Sigurðr Jórsalafari, en danonoruec: Sigurd Jorsalfarer, en noruec modern: Sigurd Jorsalfare), va regnar com a Sigurd I de Noruega entre 1103 i 1130.
Va succeir el seu pare Magne III el 1103 juntament amb els seus dos germans Eystein i Olaf. Aviat morí Olaf, i des de la mort d'Eystein el 1123 Sigurd va governar sol.
És reconegut principalment pel seu viatge de pelegrinatge a Terra Santa. La seva participació en fets d'armes a Terra Santa, al costat del rei Balduí I de Bolonya, s'ha de veure com a merament fortuïta: el setge de Sidó, l'únic fet d'armes la participació en el qual consta a les fonts norrenes, fou breu i, a més a més, es va produir quan en Sigurd ja es dirigia a Sant Joan d'Acre per a partir de tornada cap a Noruega.

## Biografia

### Joventut
El rei Magne III el Descalç tingué tres fills il·legítims de mares diferents: Sigurd, Eystein i Olau. L'any 1098 Sigurd va acompanyar el seu pare en una campanya a les Òrcades, les Hèbrides i el mar d'Irlanda. Va ser combatent a Irlanda l'any 1103 que Magne va caure en una emboscada i morí. Sigurd, que aleshores tenia catorze anys, va tornar a Noruega amb la resta de l'exèrcit noruec.
Els tres fills de Magne van heretar el regne i se'l repartiren: L'Eysteinn va quedar-se amb la part septentrional del país, en Sigurd amb la part oriental i l'Olau la part meridional. Com que l'Olaf encara era un infant (només tenia tres anys), l'Eystein i en Sigurd portarien el govern de la part de Noruega que era de l'Olau. L'Olau va morir aviat, el 1115. A la seva mort, l'Eysteinn es va quedar com a rei de la part septentrional del país i en Sigurd com a rei de la part meridional. Després de la mort del seu germanastre Eysteinn el 1123, en Sigurd va governar Noruega com a rei únic.

### La Croada noruega

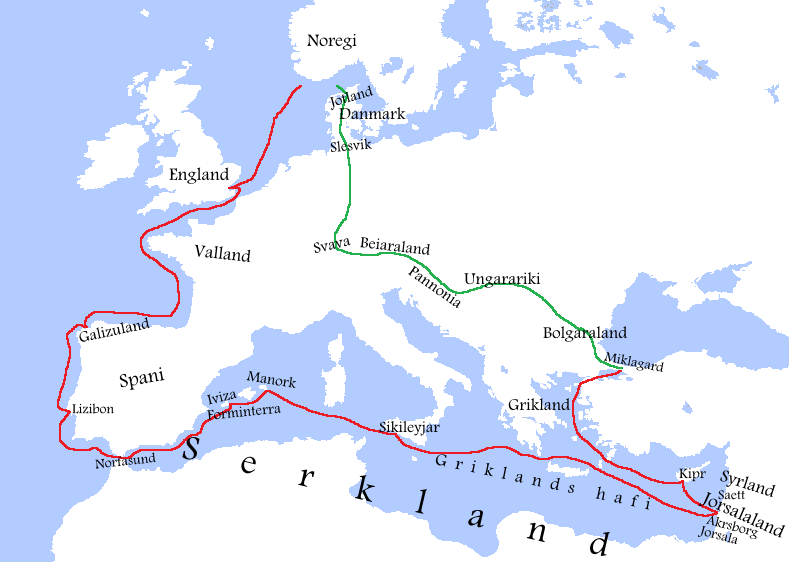
Recorregut seguit pels croats noruecs. Marcat en vermell, el camí d'anada, i en verd, el de tornada

El 1107 Sigurd emprengué una expedició cap a Terra Santa per donar suport al Regne de Jerusalem, que s'havia fundat recentment durant la Primera Croada. Després d'un debat entre els dos germans, s'havia acordat que Sigurd era el més indicat per liderar la "croada noruega", mentre Eystein quedaria responsabilitzat de governar tot el país.
La tardor de 1107, amb 18 anys, Sigurd salpà de Bergen al capdavant de 60 naus que portaven un exèrcit d'uns 5.000 homes. Els croats van passar l'hivern a Anglaterra, on Enric I els va acollir. A la primavera posaren rumb fins a Santiago de Compostel·la, on passaren uns mesos més. De camí cap al sud van prendre el castell de Sintra, i tot seguit guanyaren una nova batalla contra els musulmans de l'Àndalus a Lisboa.
Un cop al Mediterrani, van atacar els sarraïns de les Balears amb victòries a Formentera, Eivissa i Menorca, en les que obtingueren grans botins. L'èxit dels noruecs podria haver inspirat la croada pisano-catalana cinc anys més tard. Al passar per Palerm, Sigurd va visitar el rei normand Roger II de Sicília.
Finalment, després de tres anys de viatge els croats van arribar al regne de Jersualem, on van ser rebuts de forma entusiasta pel rei Balduí I. Després d'una cavalcada per la riba del Jordà, Balduí va convèncer Sigurd que l'ajudés a conquerir la ciutat de Sidó, en poder del fatimides. El setge va ser un èxit i les forces croades van prendre la ciutat el 5 de desembre de 1110. En agraïment, Balduí i Gibel·lí d'Arles, patriarca de Jerusalem, van entregar a Sigurd un fragment de la Santa Creu.
De retorn cap a casa Sigurd i els seus homes van passar per l'illa de Xipre, on descansaren, i van acabar desembarcant a Constantinople. Allí van passar un temps en companyia de l'emperador romà d'Orient Aleix I, al que van entregar molts tresors obtinguts en la croada. Al partir també li van regalar les seves naus, i a canvi l'emperador els proveí de cavalls per tornar per via terrestre. El viatge va durar uns tres anys, a través d'Hongria, Panònia, Suàbia, Baviera (on es reuní amb l'emperador Lotari del Sacre Imperi) i Dinamarca (on van ser acollits pel rei Niels).

### Govern de Noruega
En tornar a Noruega Sigurd es va trobar un país que havia prosperat durant el temps en què el seu germà havia regnat en solitari. Mentre Eystein governava des de Trondheim, Sigurd va establir la seva capital a Konungahella (Kungälv, actualment a Suècia) on edificà un castell fortificat i una església per conservar la relíquia que havia rebut a Jerusalem. Sigurd va pactar amb Nicolau de Dinamarca i probablement Boleslau I de Polònia dur a terme la Croada de Kalmar contra Småland i imposar el cristianisme als pagans. El rei danès no va complir l'acord i no va participar en la croada, i el rei noruec va realitzar-la en 1123.
Les relacions entre els dos germans va ser tenses fins a la mort d'Eystein el 1123. Sigurd va passar a ser l'únic rei de Noruega. Mentre la resta de Suècia s'havia convertit al cristianisme, com a mínim en aparença, cristiana cap a la dècada del 1080, la província de Småland havia tingut molt poc contacte amb el cristianisme i va romandre obertament pagana a la dècada del 1120, amb els habitants encara adorant obertament els déus nòrdics. La política de Sigurd va reforçar l'Església, amb la introducció d'un impost del 10%. Durant el seu regnat el cristianisme es va consolidar a Suècia.
L'any 1130 Sigurd va morir i va ser enterrat a l'església de Hallvard, a Oslo. Sigurd i la seva esposa havien tingut una filla, però cap fill legítim. Per això la mort de Sigurd va iniciar un període de guerra civil entre els seus fills bastards i d'altres aspirants al tron.

## Família

### Avantpassats
|  |                            |  |  |  |  |  |  |  |  |  |  |  |  |  |  |  |
|  | 16. Sigurd Syr Halfdansson |  |  |  |  |  |  |  |  |  |  |  |  |  |  |  |
|  |                            |  |  |  |  |  |  |  |  |  |  |  |  |  |  |  |
|  |                            |  |  |  |  |  |  |  |  |  |  |  |  |  |  |  |
|  | 8. Harald III Hardrada     |  |  |  |  |  |  |  |  |  |  |  |  |  |  |  |
|  |                            |  |  |  |  |  |  |  |  |  |  |  |  |  |  |  |
|  |                            |  |  |  |  |  |  |  |  |  |  |  |  |  |  |  |
|  | 17. Åsta Gudbrandsdatter   |  |  |  |  |  |  |  |  |  |  |  |  |  |  |  |
|  |                            |  |  |  |  |  |  |  |  |  |  |  |  |  |  |  |
|  |                            |  |  |  |  |  |  |  |  |  |  |  |  |  |  |  |
|  | 4. Olaf III Kyrre          |  |  |  |  |  |  |  |  |  |  |  |  |  |  |  |
|  |                            |  |  |  |  |  |  |  |  |  |  |  |  |  |  |  |
|  |                            |  |  |  |  |  |  |  |  |  |  |  |  |  |  |  |
|  | 18. Torberg Arnesson       |  |  |  |  |  |  |  |  |  |  |  |  |  |  |  |
|  |                            |  |  |  |  |  |  |  |  |  |  |  |  |  |  |  |
|  |                            |  |  |  |  |  |  |  |  |  |  |  |  |  |  |  |
|  | 9. Tora Torbergsdatter     |  |  |  |  |  |  |  |  |  |  |  |  |  |  |  |
|  |                            |  |  |  |  |  |  |  |  |  |  |  |  |  |  |  |
|  |                            |  |  |  |  |  |  |  |  |  |  |  |  |  |  |  |
|  | 2. Magne III el Descalç    |  |  |  |  |  |  |  |  |  |  |  |  |  |  |  |
|  |                            |  |  |  |  |  |  |  |  |  |  |  |  |  |  |  |
|  |                            |  |  |  |  |  |  |  |  |  |  |  |  |  |  |  |
|  | 10. Johan or Árni lági     |  |  |  |  |  |  |  |  |  |  |  |  |  |  |  |
|  |                            |  |  |  |  |  |  |  |  |  |  |  |  |  |  |  |
|  |                            |  |  |  |  |  |  |  |  |  |  |  |  |  |  |  |
|  | 5. Thora                   |  |  |  |  |  |  |  |  |  |  |  |  |  |  |  |
|  |                            |  |  |  |  |  |  |  |  |  |  |  |  |  |  |  |
|  |                            |  |  |  |  |  |  |  |  |  |  |  |  |  |  |  |
|  | 1. Sigurd I Magnusson      |  |  |  |  |  |  |  |  |  |  |  |  |  |  |  |
|  |                            |  |  |  |  |  |  |  |  |  |  |  |  |  |  |  |
|  |                            |  |  |  |  |  |  |  |  |  |  |  |  |  |  |  |
|  | 3. Thora                   |  |  |  |  |  |  |  |  |  |  |  |  |  |  |  |
|  |                            |  |  |  |  |  |  |  |  |  |  |  |  |  |  |  |
|  |                            |  |  |  |  |  |  |  |  |  |  |  |  |  |  |  |

### Núpcies i descedents
Entre els anys 1116 i 1120 Sigurd es va casar amb Malmfred, filla del Gran Príncep Mstislav I de Kíev i neta per part de mare del rei Inge I de Suècia. Van tenir una filla:
- Kristin Sigurddatter, seria la mare del rei Magne V de Noruega.